# Йоганна Доротея Ангальт-Дессауська
Йоганна Доротея Ангальт-Дессауська (нім. Johanna Dorothea von Anhalt-Dessau, 24 березня 1612 — 26 квітня 1695) — принцеса Ангальт-Дессауська з династії Асканіїв, донька князя Ангальт-Дессау Йоганна Георга I та пфальцграфині Зіммернської Доротеї, дружина графа Текленбургу та Лімбургу Моріца.

## Біографія
Народилась 24 березня 1612 року в Дессау. Була десятою дитиною та шостою донькою в родині князя Ангальту Йоганна Георга I та його другої дружини Доротеї Пфальц-Зіммернської. Мала старших братів Йоганна Казимира та Георга Аріберта й сестер Анну Єлизавету, Елеонору Доротею, Сибіллу Крістіну, Кунігунду Юліану та Сусанну Маргариту, а також трьох єдинокровних сестер і брата від першого шлюбу батька. Згодом сімейство поповнилося донькою Євою Крістіною.
Втратила батька в 6-річному віці. Матір більше не одружувалася.

Після смерті чоловіка у 1632 році її сестра Анна Єлизавета передала Йоганні Доротеї свій дохід і майно, яке частково знаходилося у графстві Штайнфурт. Фрідріх Ангальт-Бернбург-Харцгероде займався вирішенням проблем, з цим пов'язаних.

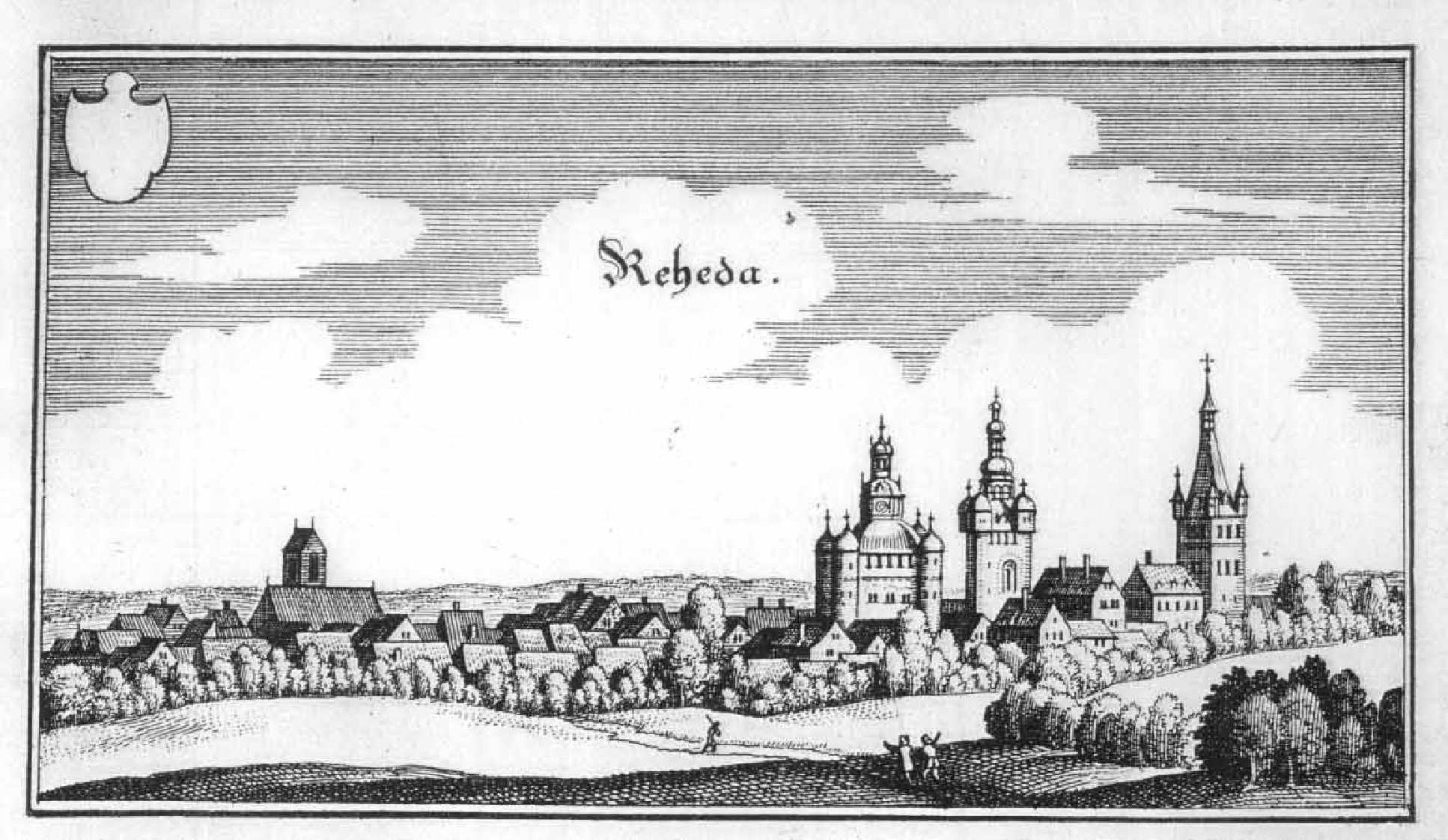
Реда на гравюрі Маттеуса Меріана-старшого, 1647

У 23 роки Йоганна Доротея взяла шлюб із 30-річним графом Текленбургу Моріцом. Весілля відбулося 9 лютого 1636 року. Наречений був також герром Реди та графом Лімбургу, а також володарем кількох інших територій. У подружжя народилося дев'ятеро дітей:
Від 1671 року сімейство мешкало в Реді. У лютому 1674 року Моріц помер.
Йоганна Доротея пішла з життя 26 квітня 1695 року у Текленбурзі за часів правління старшого сина. Була похована в місцевій кірсі.

## Родина
Чоловік — Моріц Бентгайм-Текленбурзький
Діти:
- Йоганн Адольф (1637—1704) —  граф Текленбургу у 1674—1704 роках, герр Реди у 1674—1699 роках, граф Лімбургу у 1674—1680/1681 роках, був двічі одруженим, мав вісьмох дітей від обох шлюбів
- Софія Агнеса (1638—1691) — одружена не була, дітей не мала;
- Юліана Ернестіна (1640—1691) — одружена не була, дітей не мала;
- Єлизавета Вільгельміна (1641—1696) — була двічі одруженою, мала єдиного сина від першого шлюбу;
- Анна Єлизавета (1645—1694) — одружена не була, дітей не мала;
- Конрадіна Людовіка (1647—1705) — дружина графа Віду Фрідріха III, дітей не мала;
- Людовіка Маргарита (1648—1722) — дружина графа Вільгельма Ліппе-Браке, мала четверо дітей;
- Емілія Шарлотта (?—1713) — настоятелька Лейденського монастиря;
- Фрідріх Моріц (1653—1710) — граф Текленбургу у 1704—1710 роках, був двічі одруженим, мав чотирьох дітей від обох шлюбів.